# Leporillus apicalis
Leporillus apicalis är en däggdjursart som först beskrevs av Gould 1853.  Leporillus apicalis ingår i släktet Leporillus och familjen råttdjur. IUCN kategoriserar arten globalt som akut hotad. Inga underarter finns listade i Catalogue of Life.
Arten är med en vikt av cirka 60 g mindre än den större kvistboråttan (Leporillus conditor). Vid svansens spets förekommer en smal tofs av vita hår.
Individerna är nattaktiva och de bygger bon av kvistar som kan blir påfallande stora. Det största boet som troligtvis skapades av en individ från denna art var 3 meter lång, 2 meter bred och 1 meter hög. Antagligen äter Leporillus apicalis främst växtdelar som blad från buskar.
Denna gnagare hade tidigare ett större utbredningsområde i centrala Australien. Den sista bekräftade observationen gjordes 1933. En ganska trovärdig iakttagelse som gjordes av personer som inte var zoologer dokumenterades 1970. Sedan 1970 hittas ibland gamla bon där nya kvistar hade tillfogats. Det är inte säkert om dessa förändringar beror på aktiviteter av individer från Leporillus apicalis. Kanske är arten redan utdöd.